# Lanchester
Lanchester är en by och en civil parish i Durham i England. Orten har 4 133 invånare (2001). Den har en kyrka.